# Ravencroft Institute
O Instituto Ravencroft para Criminosos Insanos, ou apenas Instituto Ravencroft (Ravencroft Institute for the Criminally Insane, ou apenas Ravencroft Institute no original) é um era um grande sanatório no Condado de Westchester, em Nova York, criado por J.M. DeMatteis e Sal Buscema, da Marvel Comics. O lugar mais tarde se tornou uma das principais instalações de segurança máxima do Universo Marvel, especializada no tratamento de criminosos superpoderosos.
O local é frequentemente associado ao Homem-Aranha, inspirado no Asilo Arkham, da DC Comics, tendo sua estreia em The Amazing Spider-Man #178, já abrigou diversos vilões do personagem, como Eddie Brock / Venom, Cletus Kasady / Carnificina e entre outros.

## Em outras mídias

### Cinema
- Ravencroft aparece em The Amazing Spider-Man 2: Rise of Electro (2014), local onde fazem testes e estudos com Electro.
- Aparece no Universo Homem-Aranha da Sony em Venom: Let There Be Carnage (2021), local onde Cletus Kasady e Frances Barrison estão presos.

### Jogos eletrônicos
- Ravencroft aparece em Spider-Man and Venom: Maximum Carnage (1994) e sua sequência Venom/Spider-Man: Separation Anxiety (1995).
- Ravencroft aparece em The Amazing Spider-Man (2012) e sua sequência The Amazing Spider-Man 2 (2014).